# Chidrac
Chidrac és un municipi francès situat al departament del Puèi Domat i a la regió d'Alvèrnia-Roine-Alps. L'any 2007 tenia 473 habitants.

## Demografia

### Població
El 2007 la població de fet de Chidrac era de 473 persones. Hi havia 176 famílies de les quals 32 eren unipersonals (24 homes vivint sols i 8 dones vivint soles), 56 parelles sense fills, 80 parelles amb fills i 8 famílies monoparentals amb fills.
La població ha evolucionat segons el següent gràfic:
Habitants censats

### Habitatges
El 2007 hi havia 218 habitatges, 180 eren l'habitatge principal de la família, 10 eren segones residències i 28 estaven desocupats. 202 eren cases i 16 eren apartaments. Dels 180 habitatges principals, 142 estaven ocupats pels seus propietaris, 37 estaven llogats i ocupats pels llogaters i 1 estava cedit a títol gratuït; 1 tenia una cambra, 6 en tenien dues, 21 en tenien tres, 61 en tenien quatre i 91 en tenien cinc o més. 133 habitatges disposaven pel capbaix d'una plaça de pàrquing. A 74 habitatges hi havia un automòbil i a 97 n'hi havia dos o més.

### Piràmide de població
La piràmide de població per edats i sexe el 2009 era:
| Homes | Edats   | Dones |
| ----- | ------- | ----- |
| 0     | 95 o +  | 4     |
| 0     | 90 a 94 | 0     |
| 0     | 85 a 89 | 4     |
| 0     | 80 a 84 | 4     |
| 16    | 75 a 79 | 28    |
| 16    | 70 a 74 | 20    |
| 4     | 65 a 69 | 16    |
| 4     | 60 a 64 | 0     |
| 12    | 55 a 59 | 4     |
| 0     | 50 a 54 | 4     |
| 20    | 45 a 49 | 12    |
| 12    | 40 a 44 | 28    |
| 4     | 35 a 39 | 12    |
| 16    | 30 a 34 | 8     |
| 8     | 25 a 29 | 16    |
| 24    | 20 a 24 | 4     |
| 4     | 15 a 19 | 8     |
| 16    | 10 a 14 | 12    |
| 20    | 5 a 9   | 8     |
| 8     | 0 a 4   | 4     |

## Economia
El 2007 la població en edat de treballar era de 315 persones, 222 eren actives i 93 eren inactives. De les 222 persones actives 193 estaven ocupades (109 homes i 84 dones) i 29 estaven aturades (11 homes i 18 dones). De les 93 persones inactives 26 estaven jubilades, 33 estaven estudiant i 34 estaven classificades com a «altres inactius».

### Ingressos
El 2009 a Chidrac hi havia 183 unitats fiscals que integraven 446 persones, la mediana anual d'ingressos fiscals per persona era de 16.286 €.

### Activitats econòmiques
Dels 15 establiments que hi havia el 2007, 1 era d'una empresa extractiva, 1 d'una empresa alimentària, 1 d'una empresa de fabricació d'altres productes industrials, 5 d'empreses de construcció, 1 d'una empresa de comerç i reparació d'automòbils, 1 d'una empresa immobiliària, 3 d'entitats de l'administració pública i 2 d'empreses classificades com a «altres activitats de serveis».
Dels 5 establiments de servei als particulars que hi havia el 2009, 1 era un paleta, 1 guixaire pintor, 1 lampisteria i 2 tintoreries.
Dels 2 establiments comercials que hi havia el 2009, 1 era una botiga de menys de 120 m² i 1 una fleca.
L'any 2000 a Chidrac hi havia 6 explotacions agrícoles.

## Equipaments sanitaris i escolars
El 2009 hi havia una escola elemental integrada dins d'un grup escolar amb les comunes properes formant una escola dispersa.

## Poblacions més properes
El següent diagrama mostra les poblacions més properes.